# Dovje
Dovje (Duits: Lengenfeld in der Oberkrain) is een plaats in Slovenië en maakt deel uit van de gemeente Kranjska Gora in de NUTS-3-regio Gorenjska. De plaats telde 627 inwoners op 1 januari 2020.